# Unione della Gioventù Comunista (Repubblica Ceca)
L'Unione della Gioventù Comunista (in ceco: Komunistický svaz mládeže, abbreviato in KSM) è l'organizzazione giovanile del Partito Comunista di Boemia e Moravia, fondata nel 1990.
L'organizzazione si richiama alla formazione giovanile del Partito Comunista di Cecoslovacchia, fondata nel 1921.
Sostiene la necessità del superamento del sistema capitalistico e del passaggio a quello socialista, come primo passo verso il raggiungimento del comunismo.
Nel 2006 il Ministero degli Interni ceco ha dichiarato la KSM illegale, e ne ha predisposto lo scioglimento. La repressione governativa ha generato un'ondata di dissenso, anche a livello internazionale (da segnalare la presa di posizione in favore dell'organizzazione giovanile da parte di Dario Fo in Italia). Nel 2010 la Corte Comunale di Praga ha infine annullato il provvedimento di scioglimento della KSM.
È affiliata alla Federazione Mondiale della Gioventù Democratica e partecipa all'Incontro Europeo delle Gioventù Comuniste.